# Zakaridska Armenija
Zakaridska Armenija, arm. Զաքարյան Հայաստան Zakaryan Hayastan, bila je armenska kneževina između 1161. i 1360. godine pod vlašću Zakaridske dinastije. Glavni grad kneževine bio je grad Ani. Zakaridi su bili vazali Bagrationske dinastije Kraljevine Gruzije, ali su često djelovali neovisno i u to vrijeme su se titulirali nazivom kraljeva. Godine 1236. postali su vazali Mongolskog Carstva. Njihovi potomci i dalje drže Ani do 1330.-ih, kada ga gube sukcesijom turskih dinastija, pada pod kontrolu Kara Koyunlua i postaje njegovim glavnim gradom. 

## Povijest
Godine 1045. većinu armenskih zemalja koje su bile dijelom kraljevstva Ani zauzeo je Bizant. Nakon toga, Armeniju su napali Seldžuci (1048. godine predvodi ih Togrul-bek). Seldžuci su zauzeli Arzni, u blizini Erzuruma. Tijekom zauzimanja Erzuruma, stanovništvo grada brutalno je masakrirano. Godine 1071. godine bizantsku vojsku teško su porazili Seldžuci u bitci kod Manzikerta u Armeniji. Nakon toga, Seldžuci su zauzeli ostatak Armenije i veći dio Anadolije. U kronici Mihaila Sirijca stoji: „Izborivši ovu veliku pobjedu, Turci su nadvladali cijelu Armeniju..." Samo je nekoliko armenskih država zadržalo svoju neovisnost zahvaljujući priznanju njihova vazala. Nakon prvog križarskog rata (1096.-1099.), Seldžuci su izgubili Palestinu, Siriju, obalna područja Male Azije i Gruzije. Nakon smrti Malik-šaha (1092.), lokalna moć Seldžuka postupno je nestala i završila u rukama lokalnih vladara, atabegova. Istodobno, Gruzija, koju je ujedinio kralj David IV. Graditelj, počela je oduzimati teritorij muslimanima. Godine 1110. Gruzijci su zauzeli utvrđeni građ Samšvilde. Nakon toga Seldžuci su ustupili veći dio Donje Kartlije. Godine 1115. izgubili su i Rustavi. U južnoj Gruziji Seldžuke su porazili i Gruzijci. Godine 1118. Gruzijci su uzeli u posjed tvrđavu Lori, središte armenskog kraljevstva Lori (Tašir-Dzoraget). 20. kolovoza 1124. veleposlanici grada Ani, naseljenog Armencima, stigli su k Davidu. Žalili su se kralju na ugnjetavanje od strane muslimana i obećavali pomoć u zauzimanju grada. David je poslao vojsku od 60 000 ljudi na Ani. Grad je zarobljen s malo ili nimalo otpora dok su kršćani otvarali gradska vrata. Tako je sjeverna Armenija pripojena i uključena u gruzijsko kraljevstvo.

## Zakaridi-Mhargrdzeli
Vjerojatno je dinastija Zakarida ili Mhargrdzeli-Zakaridi bila kurdskog podrijetla. Njihovi su preci prihvatili kršćanstvo dok su služili armenskim kneževima Lorija u kraljevstvu Tašir-Dzoraget. Prema "Dictionary of Middle Ages", brojni natpisi Zakarida ne ostavljaju sumnju da su sebe smatrali Armencima. Godine 1118., su područja kraljevstva Tašir-Dzoraget pripojena Gruziji.
Godine 1174. gruzijski kralj Đuro III. imenovao je predstavnika obitelji Zakarida Sorgisa ili Sargisa, zajedno s Ivanom Orbelijem, za vladara Anija. Godine 1185., zemlje Lorija prešle su Zakaridima, o čem svjedoči srednjovjekovni gruzijski kroničar:
»Sargis Zaharijan Mhargrdzeli, koji je sjedio na mjestu armenskih kraljeva, vladara Lorija«.
Tijekom vladavine kraljice Tamare, Sargisovi sinovi - Ivan i Zakarija, zauzimali su visoke položaje. Zakarija je imenovan vrhovnim zapovjednikom gruzijske vojske. Ivan je bio šef službe palače (atabeg) i bio je odgovoran za odgoj prijestolonasljednika. Ivan i Zakarija imenovani su vladarima oslobođenog Anija. Godine 1195. Ivan je sudjelovao u bitci kod Šamkora, nakon čega je zauzet armenska regija Gegarkunik. Kirakos Gandzakeci, povjesničar iz 13. stoljeća, piše:
»Zakarija je bio zapovjednik gruzijskih i armenskih trupa, podređen gruzijskom kralju, a Ivan je bio na položaju atabega. Odlikovali su se s velikom hrabrošću u bitkama: osvojili su mnogo armenskih regija, koje su bili u vlasništvu Perzijanaca i muslimana...«
Pod pokroviteljstvom gruzijskog kraljevstva, Zaharidi su upravljali sjevernom Armenijom. Mogli su osloboditi od Seldžuka cijelu istočnu Armeniju i veći dio središnje Armenije. Vazali Zakarida bili su armenski klanovi Vačutjan, Orbelian, Hahbahjan, Hasan-Džalalijan i drugi, koji su vladali u raznim dijelovima istočne Armenije.
Za vrijeme vladavine Zakarijana iz Armenije uspostavljen je gospodarski i kulturni uzlet. Mnogi su uništeni gradovi obnovljeni, vanjska i domaća trgovina ponovno su počeli cvjetati. Izgrađene su ili obnovljene brojne crkve i samostani - npr. Gošavank, Agarcin, Kečaris, Gegard i drugi. Međutim,u razdoblju od 1236.od 1243. godine Mongoli su zauzeli Zakavkazje. Samo su armenske kneževine Hačen u Nagorno-Karabahu i Sjunik u Zangezuru ostale neovisne.